# 井上玲音のMusic Letters
『井上玲音のMusic Letters』（いのうえれいのミュージック レターズ）は、エフエム富士（FM FUJI）で放送しているラジオの音楽トーク番組。

## 概要
アイドルグループ・Juice=Juiceの井上玲音がパーソナリティを務める音楽を中心とした番組。『こぶしファクトリーの夜空で逢いましょう』の最終回で発表され、GIRLS♥GIRLS♥GIRLS =FULL BOOST=の枠で放送されている。
井上にとってこぶしファクトリーとしての活動終了後、初めてパーソナリティを務めるラジオ番組となった。
番組公式ハッシュタグは『#01ミュージック』。
2020年7月16日の放送は井上の生誕祭と題し、生放送で放送をおこなった。以降も不定期で生放送をおこなっている。
2020年10月29日の生放送でメンバーカラーが白に決まったことを報告した。
2021年3月までは『モーニング娘。'21のモーニングダイアリー』と1ヶ月に2週ずつ交代（5週目がある場合は当ラジオが担当）で放送していたが、2021年3月18日の放送回で『モーニング娘。'21のモーニングダイアリー』の終了に伴い、同年4月より毎週放送となることが発表された。また、4月よりハロー!プロジェクトのメンバーや他事務所のアイドルグループ、シンガーといったゲストも出演している。
予告なくグループの新曲を解禁することも多い。

## 放送時間
- 2020年4月16日 - 2021年3月25日、エフエム富士（FM FUJI） 毎月第3、第4、第5木曜 20:00 - 20:56[2]
- 2021年4月1日 - 、エフエム富士（FM FUJI） 毎週木曜 20:00 - 20:56[2]

## 番組コーナー
ふつおた
井上への質問、相談、リスナーの近況などを募集するコーナー。
テーマメール
毎月、設けられるテーマに対する意見を募集するコーナー。
レイレコ
毎月、設けられるテーマから連想される楽曲にリクエストを募集するコーナーで、リクエストはハロー!プロジェクト以外の楽曲というルールがある。
Dr.レイーのコーナー
井上がDr.レイーに扮して、リスナーの悩みを解決するコーナー。2022年1月13日の放送ではゲストの段原がDr.ルルーに扮してDr.レイーと悩みを解決した。以降もJuice=Juiceメンバーが出演時にはDr.に扮している。

## ゲスト
2023年5月現在、大塚紗英が最多出演となっている。
2020年
- 4月30日 - 森戸知沙希（モーニング娘。）[57]
- 10月15日 - 小林ひかる（PINK CRES.）[58]
- 11月26日 - 宮本佳林（Juice=Juice ※当時）[59]

2021年
- 4月22日 - 植村あかり（Juice=Juice）
- 4月29日 - 工藤由愛（Juice=Juice）
- 5月27日 - 新沼希空（つばきファクトリー）、岸本ゆめの（つばきファクトリー）[60]
- 6月10日 - 山本杏奈（=LOVE）、野口衣織（=LOVE）
- 8月5日 - 大塚紗英[61]
- 12月2日 - 宮本佳林[62]

2022年
- 1月13日、1月20日 - 段原瑠々（Juice=Juice）[63][64][注 1]
- 2月10日 - 山崎あおい ※コメント出演[65]
- 4月14日、4月21日 - 入江里咲（Juice=Juice）[66]
- 5月26日 - 稲場愛香[67]
- 6月16日 - 森戸知沙希[68]
- 6月23日 - 鈴木みのり（声優・歌手）[69]
- 8月11日 - 段原瑠々、植村あかり（代演）[70]
- 9月15日 - 小田柚葉（Girls²）[71]
- 10月7日 - 大塚紗英[41]
- 11月24日、12月1日 - 有澤一華[72]

2023年
- 3月20日 - ペイトン尚未、絵森彩（Liella!）[73]
- 4月27日 - 大塚紗英[74]
- 6月22日 - 黒木ほの香（サンドリオン）[75]
- 8月3日 - 川嶋美楓（Juice=Juice）
- 10月12日 - 有澤一華（Juice=Juice）[76]
- 12月28日 - 江端妃咲（Juice=Juice）[77]

2024年
- 1月4日 - 石山咲良（Juice=Juice）
- 2月22日 - 谷本安美(つばきファクトリー)
- 4月4日 - 工藤由愛（Juice=Juice）
- 4月18日 - 直田姫奈（声優）[78]
- 6月13日 - 植村あかり
- 7月11日 - 遠藤彩加里
- 7月18日 - 川嶋美楓
- 10月3日 - 河西結心（つばきファクトリー）
- 11月14日 - 橋田歩果、植村葉純（ロージークロニクル）

2025年
- 1月2日 - 松永里愛
- 1月9日 - 段原瑠々

## エピソード
- 2021年7月15日の生放送では、いちご&ホワイトチョコレート[79]、ブラックコーヒー[80]、ワサビ克服チャレンジ[81]がおこなわれた。
- 2021年11月18日の放送では新曲『Future Smile』が初オンエアとなった[82]。
- 2022年8月11日の放送で100回を迎え、生放送をおこなった。この日は井上が新型コロナウイルスの療養中であったため、段原瑠々と植村あかりが代演した[70]。
- 2023年1月5日、8月10日、2024年4月4日は生放送をおこなった[44]。